# Escándalo de la Banca Romana
El escándalo de la Banca Romana surgió en enero de 1893 en Italia por la bancarrota de la Banca Romana, una de las seis bancas nacionales autorizadas a emitir moneda. Este escándalo fue el primero de los muchos escándalos de corrupción italiana, y, como los demás, desacreditó a todo el sistema político. La crisis dio paso a una nueva ley bancaria, empañó el prestigio de los primeros ministros Francesco Crispi y Giovanni Giolitti y acabó provocando la caída del gobierno de este último en noviembre de 1893.

## Antecedentes
La Banca Romana fue fundada por inversores franceses y belgas en 1835. En 1851 se convirtió en el banco oficial del Estado Pontífice, y en 1874 pasó a ser uno de los seis bancos nacionales que contaban con la autorización de emitir monedas.
Gracias al incremento de la inflación y a lo fácil que era conseguir un crédito, la Banca Romana y los otros cinco otros bancos emisores (aquellos que tenían permitido emitir billetes) habían incrementado considerablemente su circulación de billetes. En 1887 cinco de los seis bancos ya había excedido su límite legal, hecho bien sabido por el gobierno y por los círculos financieros bancarios. De todos modos, restringir el crédito en un periodo de un especulado auge de la construcción estaba considerado como algo políticamente imposible.
Desde 1880, la economía italiana había estado entrando en una profunda recesión. Nuevas tarifas habían sido introducidas en 1887 en bienes de agricultura e industria, a lo que siguió una guerra comercial con Francia que dañó seriamente el comercio italiano. Muchos granjeros, especialmente en el sur de Italia sufrieron mucho, esto eventualmente llevó al ascenso del Fasci Siciliani. Además, el colapso del auge basado en un programa reconstrucción urbana especulado había fracasado, este fracaso dañó severamente los bancos italianos.
El gobernador del banco cuando sucedió el escándalo, Bernardo Tanlongo, era un hombre peculiar; un semi-letrado con habilidades geniales de cuentas y finanzas. "Él no era mujeriego, nunca apostaba, él es la antítesis de toda elegancia, su frugalidad reflejaba avaricia," fue así como la Corriere della Sera lo describió en una ocasión. Fue un ex obrero agrícola y ex espía durante la corta República Romana en 1849, hizo su carrera en el banco del Estado Pontífice, proporcionando entretenimiento ilícito a los oficiales del Vaticano. Se mantuvo en su puesto en la Banca Romana después de la entrada al capital de Piedmont y fue promovido a gobernador en 1881.

## Inspección Gubernamental

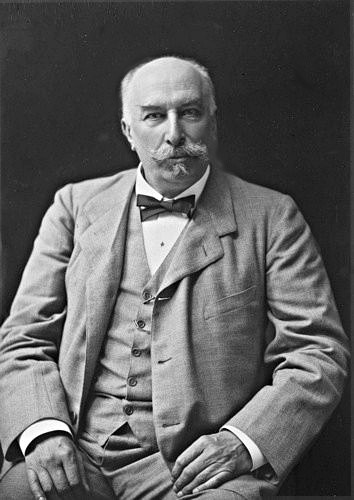
Giovanni Giolitti

En 1889 el auge explotó. Tres bancos de Turín, involucrados fuertemente en la construcción especulada en Roma, suspendieron los pagos. Los bancos de emisión fueron persuadidos por el gobierno para invertir para intervenir In 1889, con motivo de evitar un mayor desastre, y se involucraron peligrosamente en la crisis. En junio de 1889 una cuidadosa inspección realizada por la comisión de la Banca Romana, reveló serias irregularidades en la administración y cuentas del banco; 91 por ciento de las acciones del banco eran ilíquidas. Además, los directores del banco cometieron un delito al permitir que fuera impreso un número adicional de billetes con doble numeración.
La Banca Romana había prestado grandes sumas a los promotores inmobiliarios pero se quedaron con grandes cuentas de pasivos cuando la burbuja se colapsó en 1887. A continuación, el Primer Ministro Francesco Crispi y su Tesorero Giovanni Giolitti supieron del reporte emitido por el gobierno en 1889, sin embargo, temieron que la publicidad del reporte haría que perdieran la confianza del público por lo que suprimieron el reporte. Durante los próximos tres años hubo mucho que hablar de la necesidad de un solo banco de emisión y de la reducción del efectivo en circulación. Pero ni Crispi ni sus sucesores, Antonio Di Rudinì y Luigi Luzzatti, tuvieron el valor de enfrentar las revelaciones y los ataques políticos que cualquier atentado a la reforma de la banca prometía precipitar.

## El escándalo explota
Giolitti, quien fue primer ministro de mayo de 1892 a noviembre de 1893, trató de conseguir que el gobernador de la Banca Romana, Tanlongo, fuera designado senador, con lo que tendría inmunidad parlamentaria y no podría ser enjuiciado. Antes de que Giolitti pudiera citar al antiguo gobernador del banco, el informe fue filtrado a los diputados republicanos Napoleone Colajanni y Gavazzi quienes divulgaron su contenido al Parlamento a finales de 1892. El 20 de diciembre de 1892, Colajanni leyó extractos del reporte en el Parlamento y Giolitti fue forzado a contactar a una comisión experta en el caso a investigar a los bancos de emisión.
El informe, publicado el 18 de enero de 1893 confirmó que el estado de la Banca Romana era serio: había una deficiencia de efectivo, cuentas que parecían estar equilibradas pero en realidad no lo estaban, una circulación de efectivo de 135 millones de liras en lugar de los 75 millones que permitía la ley, una gran cantidad de deudas que se debían a la especulación de construcciones, y 40 millones de liras en series de billetes que habían sido impresos en Gran Bretaña y no habían sido emitidos gracias a la honestidad de funcionarios del banco. Políticos recibieron dinero para financiar sus campañas de elecciones y para lanzarse a candidaturas y sobornar a la prensa. El siguiente día, Tanlongo y muchos de sus subordinados fueron arrestados pero más adelante fueron absueltos por la Corte el 15 de julio de 1894.
El escándalo dio paso a un nuevo examen que impulsó el proceso legislativo hacia una nueva ley bancaria. Giolitti estaba bien equipado para lidiar con la parte técnica del problema y actuó enérgicamente, aunque tardíamente. El Acto Bancario de agosto de 1893 liquidó la Banca Romana y reformó el sistema de emisión monetaria, restringiendo el privilegio de emisión a la nueva Banca d'Italia – mandó liquidar a la Banca Romana– y al  Banco di Napoli y al Banco di Sicilia. La nueva ley también dio paso a un estado de control más estricto.
La principal prioridad de la reforma -en lugar de diseñar un nuevo sistema bancario- era resolver rápidamente los problemas financieros de la Banca Romana, también lo era el cubrir el escándalo que involucraba a la clase política. Los intereses regionales seguían teniendo peso; por lo tanto, también lo tenía el compromiso de la emisión monetaria. La reforma no restauró la confianza inmediatamente, tampoco alcanzó el objetivo previsto por el Ministro de Finanzas Sidney Sonnino de establecer un solo banco de emisión, pero a pesar de eso fue una reforma sumamente popular.
Políticamente, Giolitti no sobrevivió al escándalo. Él había sido Ministro de Finanzas en el gobierno que suprimió el informe original en 1889. Como Primer Ministro, había recibido préstamos de Banca Romana para propósitos gubernamentales en agosto de 1892 y había propuesto al gobernador del banco, Tanlongo, al senado y ellos se resistieron a la investigación parlamentaria, levantando sospechas de que tenía algo que esconder. Tanlongo y la Banca Romana trataron difamar a Giolitti calculando que el cambio de gobierno resultaría en la liberación de los acusados. En noviembre de 1893, el reporte de la Comisión que investigó los escándalos del banco fue publicado y leído en el parlamento. Muchos políticos estuvieron implicados, pero Giolitti se convirtió en el principal objetivo. La lectura del informe desencadenó un desorden en el parlamento que continuó a las calles cuando las luces se apagaron a las 10:00 p.m. Giolitti se vio obligado a renunciar el 24 de noviembre de 1893.

## Secuelas

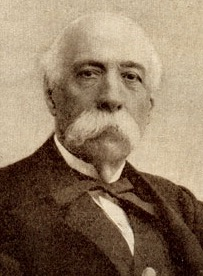
Francesco Crispi

La absolución de Bernardo Tanlongo y los demás acusados por el caso de la Banca Romana en julio de 1894, liberaron al sucesor del Primer Ministro Giolitti, Francesco Crispi, a iniciar una guerra abierta contra Giolitti. Tanlongo y sus co-acusados fueron absueltos en bases de que "hay mayores criminales en otra parte" -una obvia referencia a Giolitti (y un sorprendente contraste a las oraciones pasadas por parte de los líderes del Fasci Siciliani). En septiembre de 1894 Crispi subsecuentemente ordenó la prosecución de oficiales por extraer documentos de la casa de Tanlongo que supuestamente incriminaban a Giolitti.
Fue entonces cuando la oportunidad de contra atacar se le presentó a Giolitti, publicó un paquete de documentos que comprometían a Crispi con evidencia de que él había concedido transacciones financieras, también soltó papeles en los que se evidenciaba que Crispi y sus amigos y familiares tenían transacciones y deudas con la Banca Romana. En diciembre el paquete fue entregado al Presidente de la Cámara de Diputados. Un comité de cinco fue citado para examinar esta nueva evidencia, incluyendo a Felice Cavallotti, uno de los aliados principales de Crispi. Sin embargo, confrontándose con los nuevos hechos presentados se dio cuenta de que Giolitti había sido juzgado erróneamente.
Después de la publicación del informe del comité el 15 de diciembre de 1894, Crispi prorrogó ante la Cámara que lo acusó para dejar el país y visitar a su hija en Berlín. A pesar de la victoria de Crispi en las elecciones de mayo de 1895, el escándalo se petardeó en su contra y Giolitti recuperó mucho de su antiguo prestigio después del debate político en diciembre de 1895. El escándalo fue enterrado rápidamente después de casi tres años. Casi todas las deficiencias fueron más que causa de la criminalidad, causa de la negligencia política, sin embargo el suceso dañó la reputación de los políticos y empañó el prestigio tanto de Crispi como de Giolitti, favoreciendo a la Extrema Izquierda liderada por Cavallotti.

## En la cultura popular
En 1977 la cadena de televisión estatal italiana Rete Due (ahora Rai 2) transmitió una miniserie en tres partes sobre el escándalo. En enero 17-18, 2010, Rai Uno transmitió una miniserie en dos partes dirigida por Stefano Reali.